# Margaret Ruthven Lang
Margaret Ruthven Lang (Boston, Massachusetts, 27 de novembre de 1867 – 29 de maig de 1972), filla de Benjamin, fou una compositora estatunidenca.
Estudià piano sota la direcció del seu pare; violí a Boston, amb Schmidt, i a Múnic, amb Drechsler i amb Abel; composició amb Gluth, i orquestració amb Chadwick.
Va escriure un bon nombre de delicioses cançons, peces instrumentals i diverses obertures, entre les quals destaquen la seva Dramatic overture, estrenada a Boston, i Witichis, estrenada a Chicago.